# Cantone di Neuilly-l'Évêque
Il Cantone di Neuilly-l'Évêque era una divisione amministrativa dell'Arrondissement di Langres.
A seguito della riforma approvata con decreto del 17 febbraio 2014, che ha avuto attuazione dopo le elezioni dipartimentali del 2015, è stato soppresso.

## Composizione
Comprendeva 16 comuni:
- Andilly-en-Bassigny
- Bannes
- Beauchemin
- Bonnecourt
- Celsoy
- Changey
- Charmes
- Chatenay-Vaudin
- Dampierre
- Frécourt
- Lecey
- Neuilly-l'Évêque
- Orbigny-au-Mont
- Orbigny-au-Val
- Poiseul
- Rolampont